# Aletta Jacobs
Aletta Henriëtte Jacobs (Nederlandsk udtale: [aːˈlɛtaː ɦɑ̃ːriˈɛtə ˈjaːkɔps]; født 9. februar 1854, død 10. august 1929) var en jødisk-hollandsk læge og aktivist for kvinders valgret. Hun blev født i den lille landsby Sappemeer i Holland, og hun opnåede mange resultater inden for forskellige områder, herunder kvinders stemmeret, medicin og støtte til de lavere klasser. Ud over alle de resultater hun opnåede i sit liv var hun også den første kvinde der blev officielt optaget på et hollandsk universitet, og hun var den første kvindelige læge i Holland.

## Opvækst og uddannelse
Jacobs blev født den 9. februar 1854; hendes forældre var Abraham Jacobs og Anna de Jongh. Aletta var det ottende af i alt tolv børn. Hendes far var en jødisk landlæge, fra hvem hun udviklede sin interesse i at følge det medicinske fag. Som barn tog hun på mange lægebesøg sammen med faderen, og hun så al den hjælp han gav sine patienter, hvilket motiverede hende til selv at blive læge.
Selv om hun drømte om at blive læge lige som sin far, var det en besværlig kamp at opnå adgang til uddannelse for kvinder i det 19. århundredes Holland.[kilde mangler] Jacobs afsluttede folkeskolen i 1867, men på det tidspunkt var der ingen piger i Sappemeer der fik lov til at komme i gymnasiet.[kilde mangler] Dette afholdt dog ikke Jacobs fra at studere, og i 1870 bestod hun kemikerassistenteksamen. På denne måde opnåede hun anerkendelse og det resulterede til sidst i at hun af undervisningsminister J. R. Thorbecke fik tilladelse til at blive optaget på Rijksuniversiteit Groningen. Den 8. marts 1879 afsluttede Jacobs sin universitetsuddannelse og blev den første hollandske kvindelige læge.

## Livet efter universitetet
Efter sin eksamen flyttede Jacobs til Hura. Der traf hun mange feminister samt præventions- og valgretsaktivister. I London blev hun i høj grad påvirket af nye ideer; en af dem var behovet for at give kvinder adgang til prævention for at undgå uønsket graviditet. Efter London flyttede hun til Amsterdam, hvor hun startede sin egen lægepraksis for de lavere klasser, der ikke havde råd til at opsøge andre læger. Mange kvinder begyndte også at spørge hende om præventionsmidler. Hun begyndte at tænke på løsninger på dette problem og hjalp W. P. J. Mensinga med at forbedre pessaret og gøre det anvendeligt. De fleste mennesker tilskriver dog W. P. J. Mensinga alene opfindelsen af pessaret. Selv om det var Mensinga der konstruerede det originale pessar, kontaktede Jacobs ham og bidrog med mange væsentlige forbedringer og ændringer til designet af pessaret for at perfektionere det.

## Kvinders valgret, fredsarbejde og død
Efter at have deltaget i International Council of Women's møde i London i 1899 besluttede Jacobs sig for at forlade sin medicinske praksis og hellige sig kampen for kvinders valgret. I 1915, efter Første Verdenskrigs udbrud, afholdt Jacobs en International Kongres for Kvinder i Haag. Under hele krigen fortsatte hun med til at kæmpe hårdt for kvinders valgret, og helt op til sin død talte hun stadig på forskellige konferencer. Hendes eget land, Holland, gav kvinder stemmeret 9. august 1919. Hun døde i Baarn, Holland, 10. august 1929.

## Eftermæle
Jacobs er med i den hollandske histories kanon, som blev udarbejdet af et udvalg under ledelse af Frits van Oostrom. Kanonen blev afleveret til ministeren for undervisning, kultur og videnskab i 2006. Kanonen består af halvtreds artikler og har til formål at give en kronologisk oversigt over hollandsk historie, til brug for undervisnigen i folkeskolen og de første to år af gymnasiet i Holland. En revideret udgave, som stadig inkluderer Jacobs som et af emnerne, blev afleveret til den hollandske regering 3. oktober 2007.
Jacobs personlige arkiv blev doneret til Atria Institut for ligestilling mellem mænd og kvinders historie, et offentligt bibliotek og forsknings-institut i Amsterdam.

## Værker
- Memories: My Life as an International Leader in Health, Suffrage, and Peace.